# بخش گیل‌خوران
بخش گیل‌خوران، یکی از بخش‌های شهرستان جویبار در استان مازندران ایران است. مرکز این بخش، شهر کوهی‌خیل است.

## تقسیمات کشوری
- بخش گیل‌خوران
  - دهستان چپکرود غربی
  - دهستان چپکرود شرقی

شهر: کوهی‌خیل

## جمعیت
بر پایه سرشماری عمومی نفوس و مسکن در سال ۱۳۹۵، جمعیت بخش گیل‌خوران برابر با ۱۲٬۲۱۰ نفر بوده‌است.